# Tyler Benson
Tyler Benson (né le 15 mars 1998 à Edmonton en l'Alberta au Canada) est un joueur canadien professionnel de hockey sur glace. Il évolue actuellement avec les Oilers d'Edmonton dans la Ligue nationale de hockey.

## Biographie

### Carrière mineure
Il joue au niveau bantam dans la Ligue de Bantam AAA de l'Alberta en 2012-2013 et il inscrit un nouveau record de la ligue au chapitre des points. Ayant inscrit 146 points en 33 parties, il bat le record de la ligue pour le nombre de points en une saison qui était détenu par Ty Rattie avec ses 131 points.

### Carrière junior
Il est repêché au 1er choix global par les Giants de Vancouver lors du repêchage bantam 2013 de la LHOu. Benson fait ses débuts dans la LHOu en 2013-2014, jouant 7 parties et n'inscrivant aucun point.
Il joue sa première saison complète dans le circuit junior de l'ouest en 2014-2015, récoltant 14 buts et 31 aides en 62 parties. La saison suivante, en 2015-2016, il est repêché au 32e rang par les Oilers d'Edmonton lors du repêchage d'entrée dans la LNH 2016. Il passe par la suite les deux saisons suivantes avec les Giants.

### Carrière professionnelle
Le 30 décembre 2016, il signe un contrat d'entrée de 3 ans avec les Oilers. Il fait ses débuts chez les pros en 2017-2018 avec les Condors de Bakersfield, jouant 5 parties et récoltant 3 aides.
Au début de la saison 2020-2021, il décide de partir en Suisse et jouer avec les GCK Lions. Il repart en Amérique du Nord lorsque la saison 2020-2021 commence dans la LAH.

## Statistiques

### En club
| Saison     | Équipe                 | Ligue      |    | Saison régulière | Saison régulière | Saison régulière | Saison régulière | Saison régulière |   | Séries éliminatoires | Séries éliminatoires | Séries éliminatoires | Séries éliminatoires | Séries éliminatoires |
| Saison     | Équipe                 | Ligue      | PJ | B                | A                | Pts              | Pun              | PJ               | B | A                    | Pts                  | Pun                  |                      |                      |
| 2017-2018  | Condors de Bakersfield | LAH        | 5  | 0                | 3                | 3                | 0                | -                | - | -                    | -                    | -                    |                      |                      |
| 2018-2019  | Condors de Bakersfield | LAH        | 68 | 15               | 51               | 66               | 44               | 10               | 1 | 6                    | 7                    | 10                   |                      |                      |
| 2019-2020  | Condors de Bakersfield | LAH        | 47 | 9                | 27               | 36               | 34               | -                | - | -                    | -                    | -                    |                      |                      |
| 2019-2020  | Oilers d'Edmonton      | LNH        | 7  | 0                | 1                | 1                | 0                | -                | - | -                    | -                    | -                    |                      |                      |
| 2020-2021  | GCK Lions              | SL         | 15 | 2                | 17               | 19               | 20               | -                | - | -                    | -                    | -                    |                      |                      |
| 2020-2021  | Condors de Bakersfield | LAH        | 36 | 10               | 26               | 36               | 30               | 6                | 3 | 2                    | 5                    | 4                    |                      |                      |
| 2021-2022  | Oilers d'Edmonton      | LNH        | 29 | 1                | 1                | 2                | 18               | -                | - | -                    | -                    | -                    |                      |                      |
| 2021-2022  | Condors de Bakersfield | LAH        | 18 | 4                | 8                | 12               | 8                | 1                | 0 | 0                    | 0                    | 0                    |                      |                      |
| 2022-2023  | Oilers d'Edmonton      | LNH        | 2  | 0                | 0                | 0                | 0                | -                | - | -                    | -                    | -                    |                      |                      |
| 2022-2023  | Condors de Bakersfield | LAH        | 43 | 5                | 18               | 23               | 29               | 1                | 0 | 0                    | 0                    | 0                    |                      |                      |
| Totaux LNH | Totaux LNH             | Totaux LNH | 38 | 1                | 2                | 3                | 18               | -                | - | -                    | -                    | -                    |                      |                      |